# Southern Railway
Южная железная дорога (англ. Southern Railway, SR, также сокращалось до просто 'Southern') — железнодорожная компания Великобритании, основанная при объединении различных железных дорог в 1923 году по Акту парламента 1921 года. Сеть компании связывала Лондон, порты Ла-Манша, Юго-Западную Англию, пляжи южного побережья и Кент. В компанию вошли несколько дорог, крупнейшими из которых были London and South Western Railway (LSWR), London, Brighton and South Coast Railway (LBSC) и South Eastern and Chatham Railway (SECR). Строительство первой ветки, которая потом войдёт в Southern Railway началось в 1838 году с открытия London and Southampton Railway, затем выросшей в London and South Western Railway.
Южная железная дорога выделялась активной рекламой и связями с общественностью, а также прозрачным управлением во главе с Гербертом Уокером. С сетью в 3518 км Southern Railway была самой маленькой из «Большой Четвёрки» и, в отличие от остальных компаний, основные доходы ей приносили пассажирские перевозки, а не грузовые. Компания создала крупнейшую электрифицированную железнодорожную систему мира и первый электрифицированный междугородний маршрут (Лондон-Брайтон). Southern Railway сыграла важнейшую роль во Второй мировой войне, перевозя Британские войска во время Дюнкеркской и Нормандской операций, эти достижения тем более примечательны, учитывая, что железная дорога в основном была предназначена для перевозки пассажиров.
Southern Railway владела многими известными именными поездами, в том числе и на международных маршрутах (с использованием железнодорожного парома). Основная раскраска поездов была очень заметной: локомотивы и пассажирский вагоны были выкрашены в яркий малахитовый цвет по чёрной окантовке с жирными ярко жёлтыми буквами. Компания была национализирована в 1948 году, став частью British Railways.

## История

### Составные компании и объединение 1923 года
Главными железнодорожными компаниями южного побережья Англии до 1923 года были London and South Western Railway (LSWR), London, Brighton and South Coast Railway (LBSC), South Eastern Railway и London Chatham and Dover Railway (две последних были объединены в союз, получивший название South Eastern and Chatham Railway (SECR), в 1899 году). Эти компании были объединены с несколькими небольшими операторами и уже неработающими линиями в 1923 году, сформировав сеть железных дорог в 3518 километров. Компания также владела долями в совместных железных дорогах с другими членами «Большой четвёрки», в том числе East London Railway.
Первой железной дорогой в южной Англии стала London and Southampton Railway (была переименована в LSWR в 1839 году), завершившая строительство линии в мае 1840 года. Вскоре появилась London and Brighton Railway (сентябрь 1841), и South Eastern Railway (в то время называвшаяся South Eastern and Dover Railway) в феврале 1844 года. LSWR провела линии до Портсмута, Солсбери, позднее до Эксетера и Плимута. Именно эта железная дорога стала крупнейшей из вошедших в SR. London, Brighton and South Coast Railway (LBSC) была меньше, обслуживая порт Нью-Хейвен, несколько курортов южного побережья и большую часть пригородного сообщения на юге Лондона. Компания была близка к банкротству в 1867 году, однако в течение последних 25 лет своего существования имела хороший менеджмент и была прибыльной. LBSC начала электрификацию маршрутов вокруг Лондона (воздушной контактной сетью) в 1909 году для повышения конкуренции с новыми электрическими трамваями, отбиравшими часть пассажиропотока. SECR стала объединением после долгих лет жестокой и убыточной конкуренции двух компаний, которые практически копировали маршруты и линии друг друга. При этом обе компании были непопулярны среди пассажиров и имели очень слабую инфраструктуру. Тем не менее после объединения в 1899-1922 годах произошёл существенный прогресс в деятельности этой компании.
Объединение в Southern Railway было заложено во время Первой мировой войны, когда все железнодорожные компании Великобритании временно перешли под контроль правительства. Многие сотрудники ушли в армию, так что поддержание оборудования было хуже, чем в мирное время. После войны рассматривалась возможность полной национализации, однако выбор был сделан в пользу обязательного объединения в четыре крупных группы, для чего был принят Железнодорожный акт. В результате объединения четырёх прибрежных железных дорог юга, Southern Railway унаследовала несколько дублированных маршрутов и управленческих структур. LSWR имела наибольшее влияние в новой компании, хотя попытки полной интеграции работников делались после 1923 года. Рационализация сети привела к сокращению некоторых линий в пользу более прямых связей с портами и созданию координированной, но не централизованной системы управления, основанной на бывшем головном офисе LSWR на станции Ватерлоо.
Кроме железных дорог компания получила несколько важных портов и пристаней на южном побережье, включая Саутгемптон, Нью-Хэйвен, Фолкстон. Компания также имела маршруты до портов в Портсмуте, Дувре и Плимуте. Эти линии были предназначены для океанского пассажиропотока и пассажиров с той стороны Ла-Манша, а размер собственности железных дорог отражал их успешность. Это источник клиентов и густонаселённость пригородов Лондона предопределило пассажиро-ориентированность новой компании.

### Электрификация

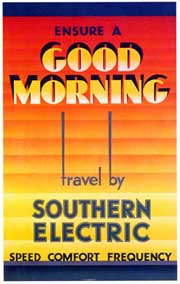
Постер нового электрифицированного пригородного маршрута в 1933 году.

В 1923 году Southern Railway получила 39 километров электрифицированных путей с воздушной контактной сетью на 6,7 кВ, 92 км путей с третьим рельсом с 660В постоянного тока и 2,4 км подземной Waterloo & City Railway. Километраж третьего рельса удвоится к 1925 году, когда электрическая тяга начнёт использоваться на маршрутах до Гилфорда, Доркинга и Эффингем, а также на маршруте с вокзала Виктория в Орпингтон через Херн Хилл и Кэтфорд. В 1926 году электропоезда стали ходить по South Eastern Main Line до Орпингтона и трёхпутной дороге до Дартфорда с третьим рельсом. 9 августа 1926 SR объявила о замене переменного тока на постоянный и последний поезд на переменной токе прошёл 29 сентября 1929 года. Считая ветку от Лондон Бридж до Кройдона, электрифицированную в 1928 году, к концу 1929 года, под управлением Southern находилось 447 километров путей с третьим рельсом, а электропоезда компании прошли 28,6 миллионов поездо-километров.
Почти все пригороды южнее Лондона были переведены на электрическую тягу, а также дальние линии до Брайтона, Истборна, Гастингса, Гилфорда, Портсмута и Рединга с 1931 по 1939 годы. Это стало одной из первых в мире электрификаций основных линий. К 1939 году электричество появилось и на бывших линиях SECR до Севенокс и Мейдстона. Маршруты к побережью Кента были следующими в очереди, затем планировался перевод на электричество линии до Саутгемптона и Борнмута. Вторая мировая война отложила эти планы до конца 1950-х и 1960-х соответственно.

### Экономический кризис 1930-х
Последствия биржевого краха 1929 года гораздо меньше затронули Юго-Восточную Англию. Уже сделанные инвестиции в пассажирские перевозки гарантировали компании хорошее финансовое состояние относительно других железных дорог. Однако все доступные средства вкладывались в электрификацию, что завершало эру, когда Southern Railway лидировала в проектировании паровозов. Недостаток свободных средств влиял на создание новых стандартизированных мощностей, так что лишь к началу Второй мировой компания вновь стала лидером в производстве качественных паровозов.

### Вторая мировая война

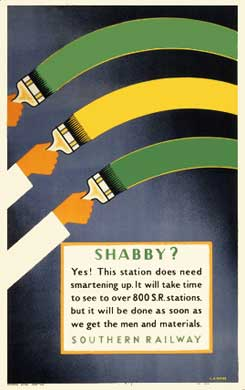
Постер 1945 года «Потрёпанная?», обещающий скорейшее восстановление станций Southern Railway, показывающий фирменные цвета компании, малахитовый зелёный и яркий жёлтый.

Во время Второй мировой войны отдыхающие, ездившие до портов Ла-Манша сменились на войска, особенно в период наибольшей вероятности высадки немецких войск в 1940 году. До войны 75 % перевозок составляли пассажиры; во время войны пассажиропоток остался таким же по объёму, а вот грузы выросли настолько, что составили около 60 % проходящего трафика. Катастрофическая нехватка грузовых локомотивов решалась главным инженером компании, эффективность перевозок военных грузов и войск железной дорогой, которая раньше предназначалась для отдыхающих пассажиров была весьма высока.
С падением угрозы вторжения на остров, зоны ответственности Southern Railway стали базой для сбора войск перед высадкой в Нормандии, вновь удачно выполнив свою роль в логистической цепочке. Однако война наложила отпечаток на сеть, расположенную вокруг Лондона и портов Ла-Манша из-за активных бомбардировок, а подвижной состав плохо обслуживался из-за нехватки людей.

### Национализация
После медленного периода восстановления в конце 1940-х измождённая войной компания была национализирована вместе с остальными в 1948 году и вошла в British Railways. Southern Railway сохранилась в форме Южного региона British Railways. Юридически компания существовала вплоть до 10 июня 1949 года для гарантированной передачи всего имущества правительству. Многие линии в Лондоне и Кенте были сильно повреждены во время войны, а подвижной состав был либо повреждён, либо требовал полной замены. Незадолго до национализации компания начала активную программу обновления, которая продолжилась и потом в начале 1950-х.

### Возрождение после приватизации
Название Southern было возрождено после ребрендинга South Central, франшизы с маршрутами бывшей LBSC в южном Лондоне, Сюррее и Сассексе с вокзалов Виктория и Лондон Бридж. Southern принадлежит компании Govia, совместной компании транспортных групп Keolis и Go-Ahead Group, которой также принадлежит соседняя Southeastern. Имея официальное название Southern Railway Ltd компания получила бренд Southern 30 мая 2004 года, в честь Southern Railway, компании Большой Четвёрки, с зелёным логотипом с жёлтой надписью «Southern» в зелёной полосе.

## География
Southern Railway покрывала большую территорию в Юго-Западной Англии, включая Уэймут, Плимут, Солсбери и Эксетер, где компания конкурировала с Great Western Railway (GWR). К востоку от этой зоны SR владела монополией на железнодорожные перевозки в графствах Хэмпшир, Суррей, Сассекс и Кент. Кроме того, монопольными были и перевозки в Лондонских пригородах южнее Темзы, где существовало множество небольших маршрутов.
В отличие от London, Midland and Scottish Railway, London and North Eastern Railway и GWR, Southern Railway была в основном пассажирской компанией. Несмотря на небольшой размер, компания перевозила около четверти всего пассажиропотока страны благодаря пригородным поездам вокруг Лондона, обслуживавшим одни из самых густонаселённых районов страны. Кроме того, геология южного Лондона не подходила для строительства подземных железных дорог, убирая конкуренцию со стороны таких веток, стимулируя густую сеть железнодорожных станций Southern Railway вблизи от центра города.

### Основные станции
Головной офис Южной железной дороги располагался в бывших помещениях LSWR на Ватерлоо, компании принадлежали также ещё 6 вокзалов, Блэкфраерс, Кэннон Стрит, Чаринг-Кросс, станция в районе Холборн, Виктория и Лондон Бридж. В последнем также располагалось управление Восточным и Центральным Дивизионами. Другие крупные станции располагались в Дувре, Брайтоне и Саутгемптоне. Компании также принадлежала одна из самых загруженных станций в Европе, Клэпхем джанкшн.
Локомотивы строились и ремонтировались в мастерских в Истли, Эшфорде и Брайтоне. Крупнейшая была в Истли, построенная LSWR в 1909 году для замены слишком маленькой мастерской в Найн Элмс в южном Лондоне. В Брайтоне локомотивы строились с 1852 года для LBSC. Мастерская в Эшфорде досталась от SECR и работала с 1847 года, а последний локомотив здесь был построен в марте 1944 года.
В Истли также собирались и вагоны, кроме того, их строили и в мастерской в Западном Сассексе, построенной в 1912 году LBSC. В ходе Второй мировой войны обе были переориентированы на военные нужды, производя Airspeed Horsa и Hamilcar, военные планёры.
Производство бетона находилось около Эксмута, производя основы для платформ, ограды и основы станционных ламп. Собственная электростанция располагалась в Уимблдоне.

### Инженерные сооружения
Джозеф Локке построил South Western Main Line бывшей LSWR между Лондоном и Саутгемптоном с минимальными уклонами путей, что создало необходимость в нескольких тоннелях, дамб через долины рек Лоддон, Тест и Итчен и кирпичных арок в Южном Лондоне вплоть до вокзала Ватерлоо. Стремление к минимальному углу наклона было столь большим, что отрезок возле Уинчестер длиной в 10 километров является самым длинным постоянным подъёмом в Британии.
Остальные маршруты пересекались тремя крупными цепями холмов: Норт Даунс, Уилд и Сауз Даунс. Поэтому Brighton Main Line, построенная в 1841 году имела несколько крупных тоннелей, в том числе самый большой в стране у деревни Мерстхэм, тоннели возле Балкомба и Клейтона, а также виадук долины Уз. Основные тоннели сети SECR располагались у Мерстхэма и Севенокс.

## Операционная деятельность
Southern Railway управлялась советом директоров, первым председателем которого стал Хью Драммонд в 1923 году. Первоначально в компании было сразу три генеральных директора, каждый из которых представлял интересы трёх крупнейших компаний до объединения, однако уже через год единоличным директором стал Герберт Уокер. Должность главного инженера занял бывший сотрудник SECR Ричард Манселл. В целях упрощения управления объединённые линии были разделены на три географических подразделения, частично базирующихся на зонах, где работали компании предшественницы:
- Западная Секция (бывшие маршруты LSWR) включала в себя South Western Main Line[англ.], ветку от Лондона до Портсмута, от Портсмута до Саутгемптона и линия от Бэсингстока[англ.] до Эксетера. Линии департамента доходили до Девона и Корнуолла, шедшие по неоптимальным маршрутам, из-за чего получили шутливое название «иссохшая рука» Southern Railway, ведь эти маршруты были не способны конкурировать с Great Western Railway, доминировавшей в этих регионах.
- Центральная Секция (бывшие маршруты LB&SCR) включала Brighton Main Line[англ.] (самую прибыльную и загруженную линию), линии вдоль побережью к востоку от Брайтона, линия от Портсмута до Эшфорда и линии в южном Лондоне.
- Восточная Секция (бывшие маршруты SECR)включала в себя две линии от Лондона до Дувра, от Дувра до Маргита, от Гастингса до Танбридж Велс[англ.] и далее до Лондона, а также от Рединга до Гатвика.[31]

### Пассажирские перевозки

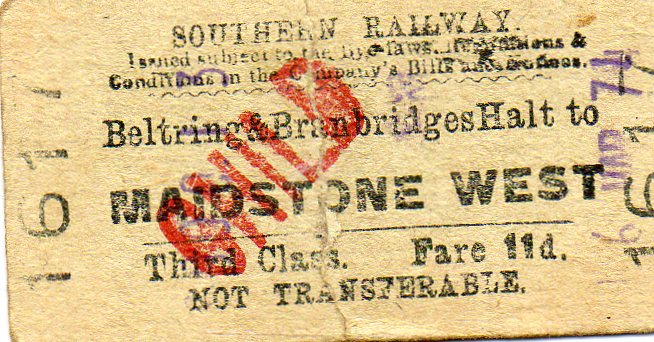
Билет от Белтринга до Мейдстона.

Пассажирские перевозки, особенно активный трафик в пригородах Лондона, приносили основные доходы Southern Railway. Железная дорога также обслуживала несколько портов Ла-Манша и множество привлекательных городов на побережье, что давало дополнительное освещение в прессе. Это также означало, что компанию имела много именных поездов, что также давало дополнительный рекламный эффект. Восточная и Центральная Секции работали с популярными морскими курортами, такими как Брайтон, Истборн, Гастингс, а Западная Секция обслуживала курорты на западе. Пассажирские перевозки состояли из дорогих Пульмановских поездов с вагонами-ресторанами и стандартных поездов, из-за чего общее количество пассажирских вагонов составляло около 10 800.

#### Пульмановские перевозки
Престижные Пульмановские поезда отражали главные преимущества железных дорог. Среди таких поездов было несколько «корабельных» (часть маршрута проходило при помощи парома), например Golden Arrow (Лондон-Париж).
Golden Arrow был самым известным поездом компании и появился 15 мая 1929 года. Поезд состоял из вагонов Пульмана и вагонов для багажа и шёл с Виктории (Лондон) до Дувра, откуда пассажиры на корабле переправлялись на аналогичный французский поезд в Кале. Поезд Brighton Belle (с англ. — «Брайтонская красавица») появился первоначально как Pullman Limited компании London, Brighton and South Coast Railway в 1881 году, которая переименовала его в Southern Belle в 1908 году. Вплоть до 1933 года поезд ходил на паровой тяге, когда была закончена электрификация линии до Брайтона. 29 июня 1934 года поезд был переименован в Brighton Belle и работал под этим названием вплоть до снятия в 1972 году.
SECR начал работу поезда «Thanet Pullman Limited» с вокзала Виктория в Маргит в 1921 году. Маршрут не пользовался популярностью и был снят в 1928 году. Тем не менее British Railways возродила его в 1948 году как Thanet Belle.

#### Именные поезда
Помимо Пульмановских, известные имена имели и обычные поезда, как, например, Atlantic Coast Express («ACE»). Имея на своём маршруте множество курортов, включая Буде, Эксмут, Илфракум, Падстоу, Плимут, Ситон, Сидмут, Большой Торрингтон, «ACE», отправляющийся в 11 утра с Ватерлоо, стал известен как самый многосоставный поезд Британии с момента его появления в 1926 году. На определённых станциях часть вагонов отсоединялась, чтобы отдельно доехать до своей конечной остановки. Станция Падстоу в Корнуолле была самой западной точкой Southern Railway и была началом или концом маршрута «ACE», самого длительного маршрута железнодорожной сети.
Важность конечной остановки определяла мощность локомотива. Вагоны до Ист Девона и северного Корнуолла неизменно шли за миниатюрными LSWR M7 class (танк-паровоз, созданный для пригородных перевозок), а с 1952 года — за BR Standard Class 3 2-6-2T, а остальные вагоны шли под управлением Bulleid Light Pacific. Последний «ACE» прошёл 5 сентября 1964 года, когда Западная Секция уже бывшей Southern Railway была переведена в Западный регион British Railways.

#### Пригородное сообщение

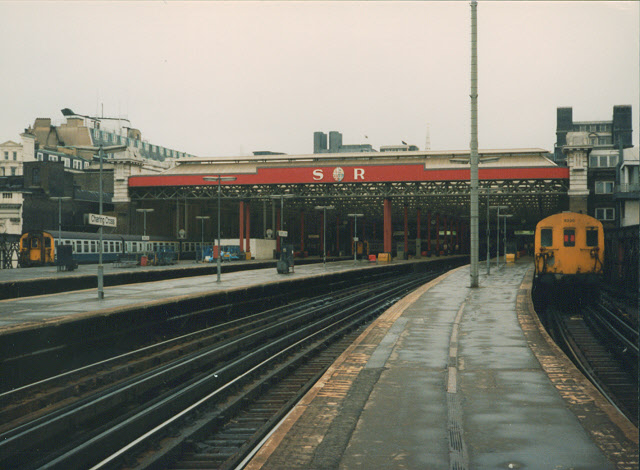
Чаринг-Кросс до постройки офисных помещений над станцией с ещё сохранившимися инициалами Southern Railway (SR).

Лондонские пригородные маршруты были полностью электрифицированы к 1929 году и работали на электропоездах различной длины, менявшихся в зависимости от спроса и имевших преимущество над паровозами по скорости набора скорости и остановки. После этого железная дорога начала программу электрификации нагруженных междугородних линий, наращивая ежедневный пассажиропоток в Лондон из таких городов, как Гилфорд, Брайтон и Истборн.

#### Остальные пассажирские перевозки
Не упомянутые выше маршруты являлись обычными пассажирскими поездами. Пассажиропоток отдыхающих летом доминировал в маршрутах на западе, в том числе путешествующие на Остров Уайт и дальше. В зимние месяцы западная оконечность сети использовалась мало, поскольку ветки шли по малонаселённым районам. Конкуренция с Great Western Railway также снижало востребованность этих поездов, поскольку та перевозила пассажиров в крупные города региона. Пассажирские поезда на паровой тяге постепенно заменялись на электрическую, в особенности в пригородах Лондона.
Поезда на второстепенных маршрутах получали соответствующие паровозы с использованием устаревших локомотивов для подвоза пассажиров к крупным станциям, например в Бэсингстока. Такой подход диктовался финансовой стороной вопроса, поскольку позволял использовать слабо пригодные локомотивы ещё какое-то время, вместо того, чтобы сразу их разобрать. В некоторых случаях ограничения по габаритам подвижного состава не позволяли использовать более современные поезда, как например на ветке Лайм-Реджис — Аксминстер.
Southern Railway имела несколько двусторонних моторвагонных поездов с двумя вагонами в пригородном сообщении. Такая система позволяла избежать использование поворотных кругов или разворотных петлёй в концах линий, а также позволяя машинисту сидеть в кабине в конце поезда. Эти поезда по смыслу наиболее близки к автомотрисам, однако имели паровоз в качестве тяги.

### Грузовые перевозки
Хотя пассажирские перевозки на протяжении всего времени существования компания были основным источником дохода, компания также занималась и перевозкой товаров. Молоко и скот из сельских районов на западе давали постоянный поток грузов, в то время как импорт в портах на южном побережье также требовал перевозки на крупный грузовые терминалы. Компании принадлежало три сортировочных станции, где грузовые вагоны распределялись для дальнейшей транспортировки. Компания также обслуживала большой поток грузов внутри Лондона с собственных южных сортировочных станций на станции других компаний на севере города.
По мере усиления локомотивов удлинялись и товарные поезда с 40 вплоть до 100 вагонов. Однако уровень подъёма линии и возможности торможения локомотива часто ограничивали этот показатель. Вакуумный тормоз в каждом вагоне был обязателен на пассажирских поездах, однако устанавливался и в некоторые грузовые вагоны, что позволяло поездам с такими вагонами развивать скорость выше 64 км/ч. Стандартный вагон мог перевозить 8, 10, а позднее и 12 тонн, однако часто вагоны могли возить и всего 1 тонну груза, поскольку железные дороги были ответственным перевозчиком, то есть обязаны принимать любой объём груза от запросившей компании.

### Сторонняя деятельность
Вместе с компаниями предшественницами Southern Railway получила и множество сопутствующей собственности, которую продолжала развивать вплоть до национализации в 1948 году. Компании досталось несколько портов, флот кораблей, автомобильные перевозки (грузовые и пассажирские) и несколько гостиниц. Эта собственность давала дополнительный доход железным дорогам с тех пор, как в 1844 году железные дороги были обязаны перевозить любой груз по запросу, вследствие чего имела пониженную прибыль по сравнению с автомобильным транспортом. В частности, железные дороги были обязаны вывешивать на каждой станции единые тарифы на перевозку грузов, а автомобильные компании просто предлагали более низкие цены. Southern Railway также инвестировала в авиаперевозки в 1930-х в качестве альтернативы морской перевозке на Остров Уайт и Нормандские острова.

#### Порты
Southern получила доки в Саутгемптоне, Нью-Хейвене, Плимуте, Фолкстоне, Дувре, Литлхэмптоне, Витстабле, Струде,Рае, Литлхэмптоне и Падстоу. Southern продолжила их активное развитие, что позволило Саутгемптону обойти Ливерпуль и стать крупнейшим британским портом трансатлантических лайнеров. Компания также имела 38 пароходных железнодорожных паромов, которые затем перешли British Railways.

#### Корабли

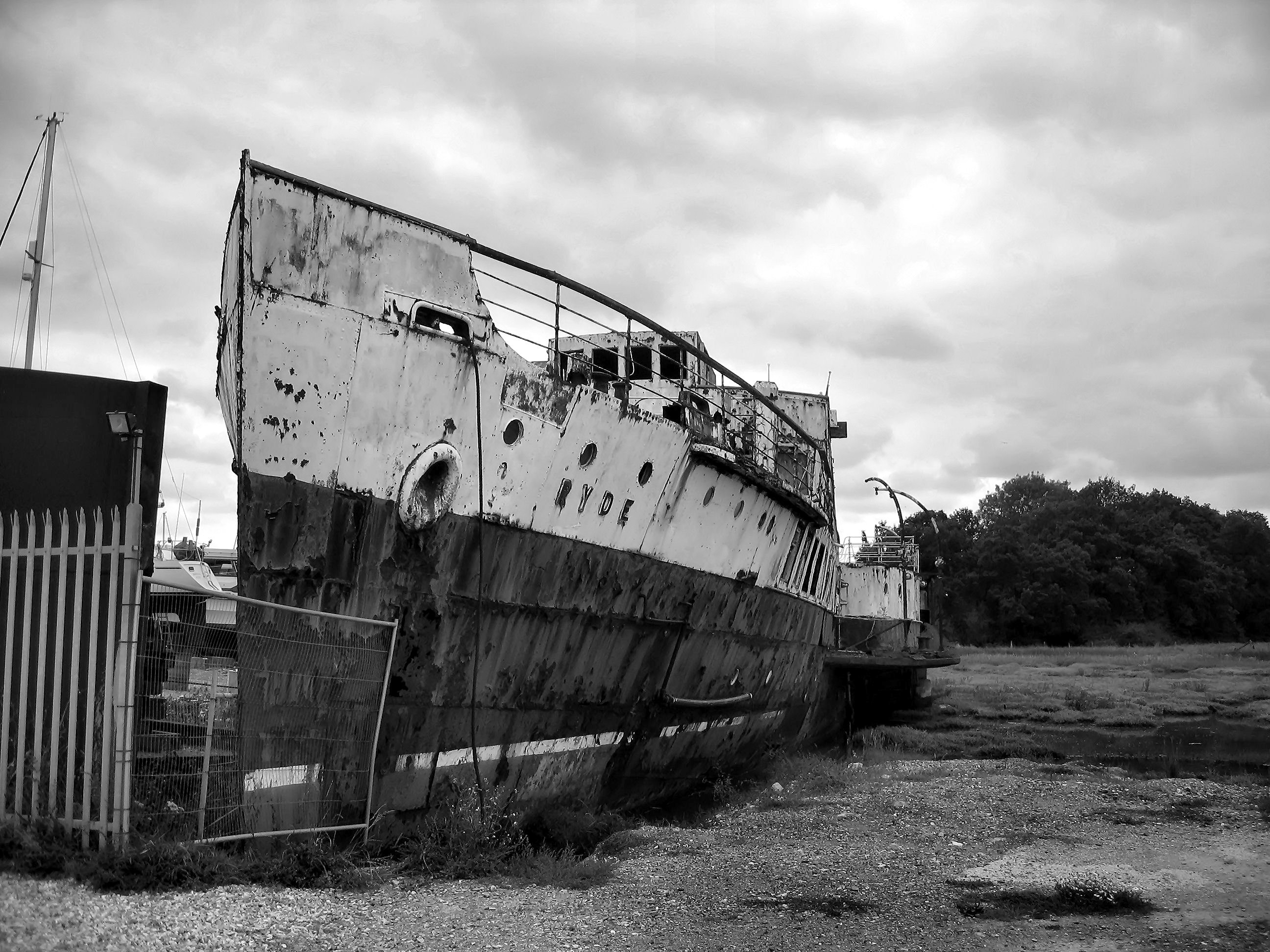
PS Ryde принадлежал Southern Railway.

Южная железная дорога унаследовала несколько кораблей, некоторые из которых позднее были переделаны в автомобильные паромы, когда вырос спрос на такие услуги. Такие изменения были востребованы на маршрутах во Францию, куда становилось популярно ездить во время отдыха на личном авто. В 1924 году появился рейс до Нормандских островов, в 1933 году в Бретань и в 1947 году в Нормандию.

#### Гостиницы, автомобильный транспорт
Компании принадлежали крупные гостиницы возле лондонских вокзалов и на побережье. Гостиница Чаринг-Кросс была открыта 15 мая 1865 года и придала вокзалу красивый вид в стиле французского ренессанса. На станции Кэннон Стрит в 1867 году была построена гостиница в итальянском стиле классицизма. Эта гостиница также предоставляла большинство услуг станции, а также значительно улучшала внешний вид вплоть до сноса в 1960 году. Гостиница на Лондон Бридж появилась в 1861 году, была переделаны под офисы LBSC в 1892 году и уничтожена во время бомбардировки в 1941 году. На вокзале Виктория находился отель на 300 номеров, отремонтированный в 1908 году. Ещё ряд гостиниц располагался в портах, входящих в железнодорожную сеть компании.
С 1929 года Southern Railway инвестировала в автобусные компании, подвозившие пассажиров к станциям. Бренды Southern National и Southern Vectis значительно пережили железную дорогу, в интересах которой работали. Southern Railway также занималась перевозкой грузов на автомобилях, имея хороший парк автомобилей, позволявший организовывать доставку от двери до двери. Это было особенно актуально для объёмных грузов, которые часто требовались не непосредственно на станции. Объединённые контейнеры использовались для перевозки по железной дороге до ближайшей к конечной точке станции, где затем краном перегружались на грузовик для дальнейшей доставки автомобилем.

## Окраска и подвижной состав

### Окраска и нумерация
Практически всё время своего существования Southern Railway красила свои 2 390 локомотивов в яркий оливковый цвет с чёрной окантовкой и чёрными колёсами, а некоторые детали — в чёрный с белой окантовкой. С 1937 года Буллид (главный инженер компании) изменил цвет на малахитовый. Цвет разбавлялся чёрными колёсами и рамками, а также жёлтыми надписями и линиями. Некоторые локомотивы имели также малахитывые колёса с жёлтым ободом, однако такой окрас встречался редко. Перед национализацией локомотивы получили жёлто-чёрные линии на малахитовом. В ходе Второй мировой войны ремонтировавшиеся локомотивы красились в матовый чёрный в силу нехватки краски и рабочих рук. Однако жёлтая надпись на малахитовом сохранилась. На короткий период после войны произошёл возврат к малахитовому, однако менее яркому. Примеры использования окраски с годами использования:
- Глянцевый чёрный (был основной раскраской грузовых поездов составных компаний и был принят в качестве стандарта SR в 1923 году)
- Тёмная умбра компании LBSC (1905—1923)
- оттенок зелёного LSWR (1912—1924; стал основным цветом компании в первый годы после объединения)
- тёмно-зелёный LSWR (1912—1923; расцветка грузовых поездов, оставленная после LSWR на первый год после объединения)
- серый SECR (до 1923; окраска поездов, полученных при объединении от SECR)
- оливковый SR Maunsell (1924—1939; первая стандартная расцветка пассажирских поездов Southern Railway)
- Матово-чёрный военного времени (1940—1950; использовался в военной время для экономии времени и краски)
- Светло-зелёный SR Bulleid (1938—1940; использовался на двух классах поездов, однако затем убран в пользу малахитового)
- Малахитовый SR Bulleid (1939—1950; стал стандартным цветом всех пассажирских поездов компании)

Первое время имена и номера локомотивов были на латунных табличках с красным или чёрным фоном. Позднее, при Буллиде, таблички делались из бронзы с отполированными латунными буквами, на них также изображался герб, соответствующий названию класса локомотива (Торговый флот, Уэст-Кантри или Битва за Британию).
Вплоть до 1931 года Southern Railway сохраняла нумерацию локомотивов, какой она была в компаниях предшественницах, а проблему одинаковых номеров разных локомотивов решала за счёт приставки буквы основной мастерской компании донора. Так бывшие локомотивы SECR имели префикс «А» (Эшфорд, Ashford), LBSCR — «В» (Брайтон, Brighton), а LSWR — «Е» (Истли, Eastleigh). Вновь строившиеся локомотивы получали префикс по месту постройки. В 1931 году нормерная система была переделана, префиксы убраны. Номера с префиксом Е остались без изменений, с А — увеличены на 1000, а с В — на 2000. Исключение из этого правила составили маневровые SR Z class, чьи номера A950-A957 лишь потеряли префиксы..
При Буллиде была введена новая система выдачи номеров построенных локомотивов на основе его опыта во французском филиале Westinghouse Electric перед Первой мировой войной и последующей работы в железнодорожном департамента в ходе войны. Нумерация основывалась на классификации Международного союза железных дорог, где цифры «2» и «1» обозначают количество бегунковых и поддерживающих осей соответственно, а «С» обозначает 3 движущих оси (система применялась только к новым локомотивам с 6 движущими колёсами и одному C0-C0, которые успели выпустить до национализации).

### Тяга
Southern Railway получила при объединении 2281 паровозов, а при национализации передала British Railways 1789 локомотивов в 1948 году. Также компания получила 84 электропоезда прямого тока от LSWR и 38 переменного тока от LBSC, а передала 1480.

#### Паровозы
Начиная с 1924 года главный инженер компании Ричард Манселл начал стандартизировать локомотивы для простоты обслуживания, а его сменщик Оливер Буллид предпринял существенные усилия, которые позволили Southern Railway стать лучшими проектировщиками локомотивов.

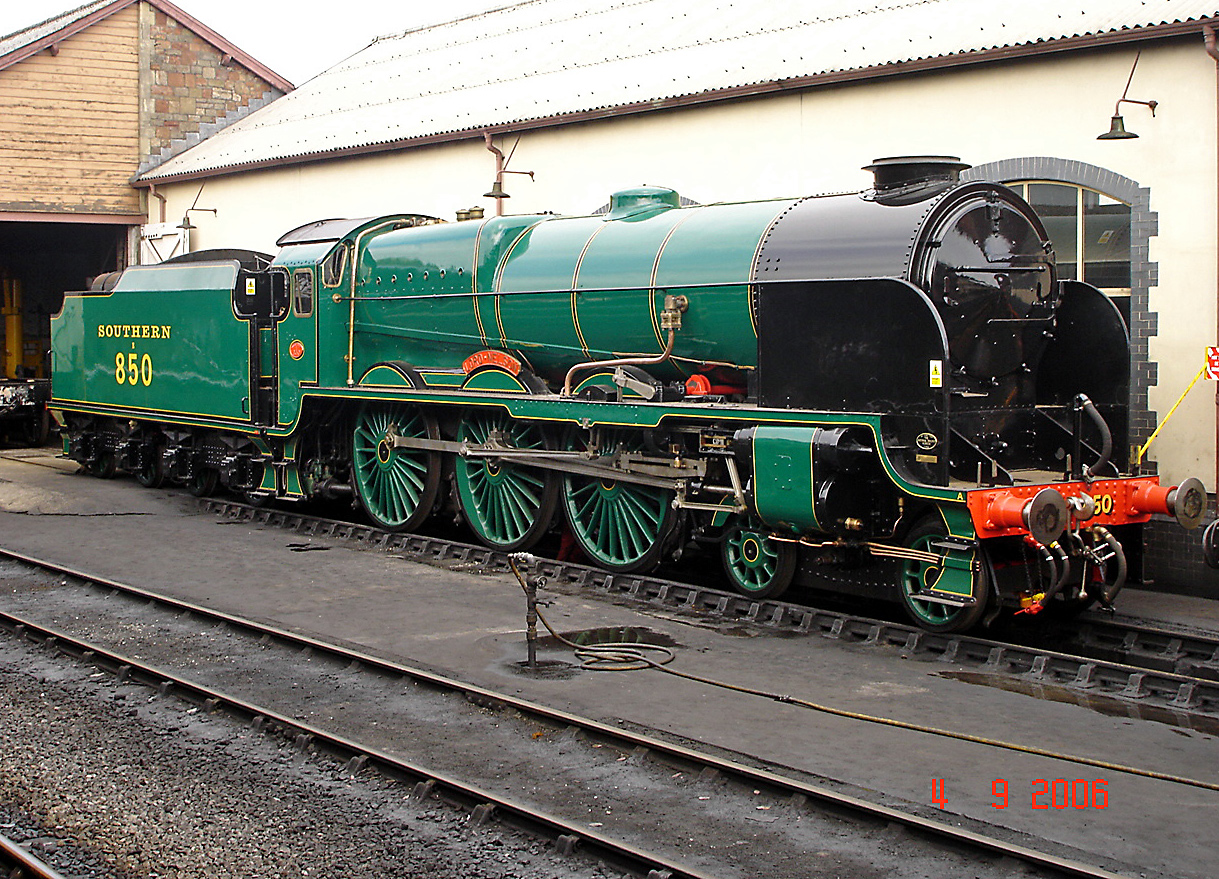
Отреставрированный локомотив класса SR Lord Nelson class.

Первые самостоятельно построенные локомотивы использовали проекты компаний предшественниц, например LSWR N15 class и LSWR H15 class, хотя оба проекта были модифицированы. Это были временные меры по борьбе с крайне устаревшими моделями. 1920-е годы стали эпохой стандартизации с целью облегчения ремонта и обслуживания и использованием наиболее удачных проектов.
В 1926 году первый локомотив по собственному проекту Southern Railway был выпущен в Истли, SR Lord Nelson class, считавшийся самым мощным паровозом 4-6-0 в Британии. Эти паровозы были настолько успешны, что LMS Royal Scot Class был основан именно на проекте Манселла. Однако Великая депрессия приостановила развитие паровозостроительных технологий компании, за исключением SR V "Schools" class 4-4-0. Монселл также проектировал паровозы для грузовых сортировочных станций.
В 1937 году Манселла сменил Оливер Буллид, до этого работавший в LNER. Он спроектировал собственный парораспределительный механизм, достаточно маленький, чтобы поместиться в его проекты Pacific 1941 года и Light Pacific 1945 года. Будучи новатором, Буллид ввёл сварные стальные колёса и стальные топки, более удобные для ремонта, чем медные, а также сделал более эргономичную кабину.
Внешне одним из наиболее необычных дизайнов был у небольшого грузового паровоза, самого мощного и последнего с формулой 0-6-0 в Британии. В SR Q1 class было убрано всё, что посчитали ненужным, включая крылья над колёсами. С новым обшивочным материалом вокруг котла, этот паровоз в результате стал считается одним из самых уродливых, когда-либо построенных. На 40 построенных локомотивов было затрачено материала, как потребовалось бы для 38 обычных, давая ощутимую экономию.
В основе нововведений Буллида лежала уверенность в необходимости дальнейшего развития паровой тяги, а кульминацией стал сочленённый SR Leader class в 1946 году с двумя кабинами, избавляя от необходимости поворотного круга. Локомотив стоял на двух тележках, позволяя локомотиву поворачиваться в крутых кривых, а гладкий корпус легко мылся. Несмотря на успех «Пасификов» и необычного Q1, «Пасифики» было тяжело обслуживать и оба локомотива имели свои особенности, поэтому были реконструированы в середине 1950-х.
Инновационный подход позволил Southern вновь вырваться в лидеры паровозостроения, а самому Буллиду заработать в Великобритании титул «последнего гиганта пара».

#### Тепловозы
Манселл начал экспериментировать с тепловозами для маневровых работ в 1937 году. Он заказал три локомотива, которые хорошо себя зарекомендовали, однако выход на пенсию и Вторая мировая приостановили исследования компании в этом направлении. Буллид занялся улучшением первого дизельного поезда компании, однако новый локомотив появился только в 1949 году, уже после национализации. Буллид также спроектировал дизель-электроход для обычных линий, однако он также был построен уже British Railways.

#### Электровозы
Southern Railway построила два электровоза, получивших номера CC1 и CC2 по новой системе нумерации Буллида. Проект создавали Буллид и Альфредом Равортом, получив номера 20001 и 20002 после национализации. Как раз в это время шло строительство третьего такого локомотива, получившего номер 20003 в 1948 году.
Эти локомотивы позднее были классифицированы как British Rail Class 70. Они имели кабину, аналогичную British Rail Class 402 2-HAL (2-вагонный Half Lavatory электропоезд, «половиныый туалет», получивший название, поскольку был только один туалет на два вагона), строившимся с 1938 года. Это было связано с простой сборки, позволявшей снизить затраты и повысить скорость. С началом войны в 1939 году большинство новых проектов было приостановлено в пользу военных потребностей, однако строительство CC1 и CC2 было закончено, поскольку они позволяли сократить затраты труда и топлива при эксплуатации.

#### Электропоезда

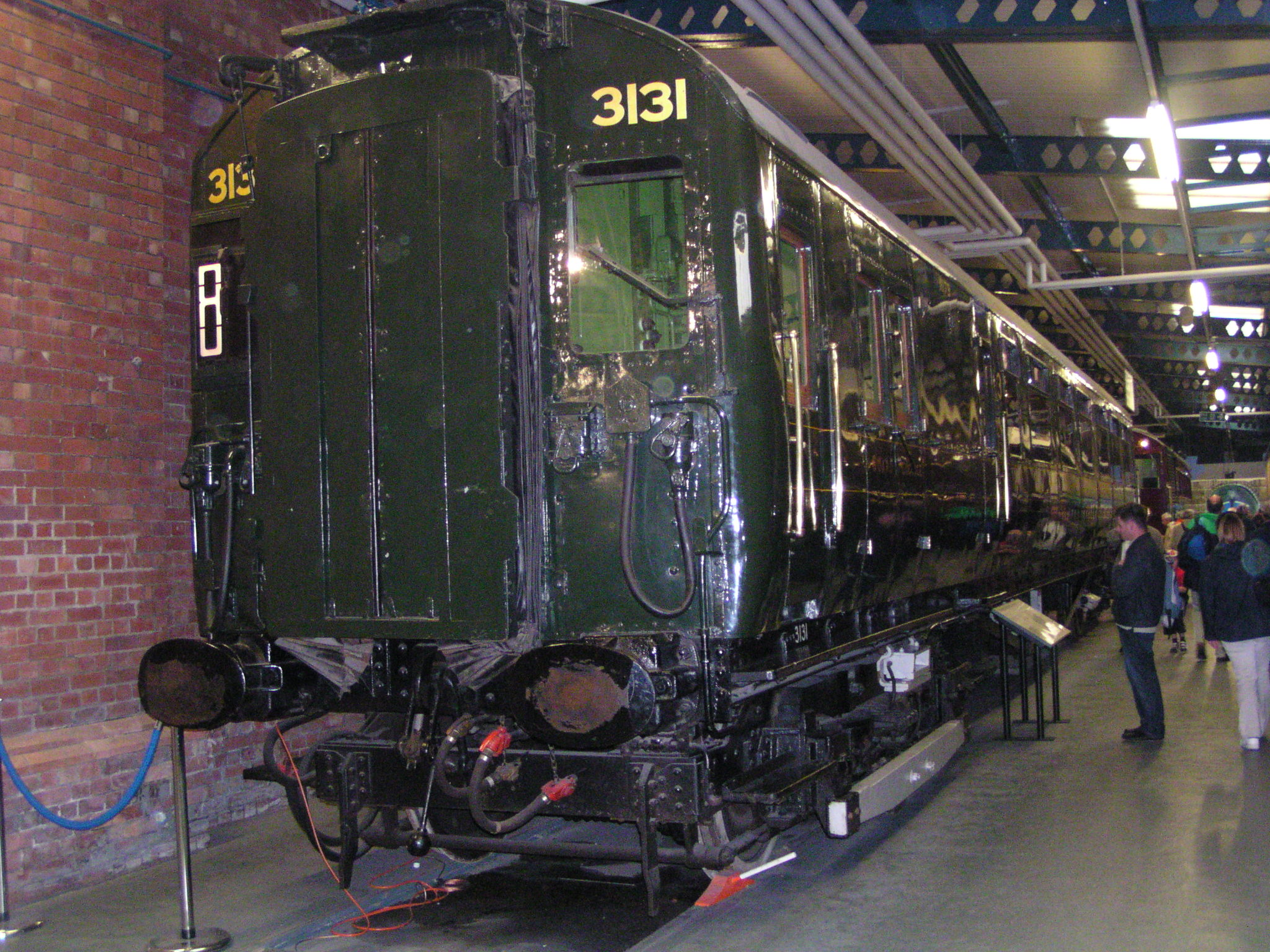
BR Class 404 № 3131, в National Railway Museum.

Ранние электропоезда переменного тока были сняты с использования к сентябрю 1929 год]]а и переоборудованы на постоянный ток. Дальнейшая электрификация сети происходила под 660 вольт постоянного тока с совершенствованием составов, полученных при объединении, а также строительством новых, зачастую путём переоборудования пассажирских вагонов от паровых поездов. Классификация электропоездов Southern Railway основывалась на трёх буквах (иногда двух) с префиксом количества вагонов в составе. Ранние пригородные British Rail Class 405, построенные с 1925 по 1937 год имели код 3-SUB, а затем 4-SUB (от английского suburban), в зависимости от количества вагонов. Поезда состояли из двух ведущих вагонов с концов и разного количества вагонов между ними, которое указывалось в классификации.
Новые SR Class 4Lav и SR Class 6Pul появились в 1932 году для новой электрифицированной линии до Брайтона. Новые типы появлялись по мере расширения электрифицированной сети. 2-BIL строились в 1935-1938 годах для работы на дальних скорых маршрутах в Истборн, Портсмут и Рединг, 2-HAL использовался на маршрутах в Мейдстон и Гиллингем (Кент|Гиллингем||Gillingham, Kent}}. 4-COR работали на скоростном маршруте Ватерлоо — Портсмут с апреля 1937 года.
До национализации было построено 460 электропоездов. Разновидности составов включали Пульмановские вагоны, вагоны для перевозки посылок и даже газет, расширяя возможности компании по обслуживанию пригородов Лондона и восточная части сети.

#### Другие виды тяги
Южная железная дорога экспериментировала и с нестандартными видами локомотивов. Автомотриса с бензиновый двигателем в 50 л. с. была куплена в 1927 году для тестирования стоимости её использования на малоиспользуемых ветках. Однако результат оказался неудовлетворительным и она была продана в 1934 году. Аналогичная попытка была предпринята с паровой автомотрисой, применение для которой пытались найти вплоть до её полного снятия в 1940 году.

### Пассажирские вагоны

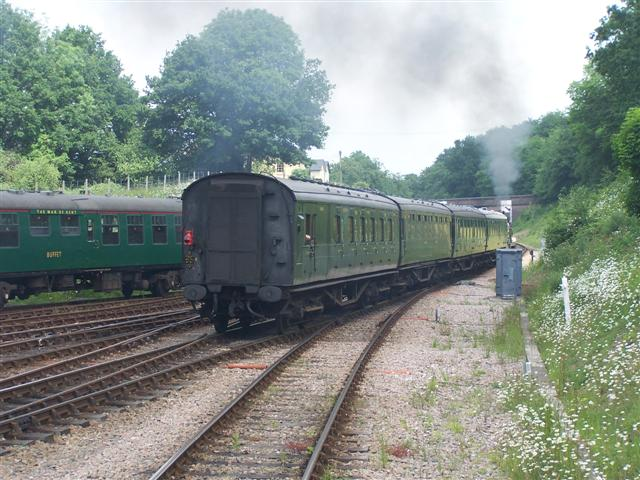
Восстановленные Монселловские вагоны на Bluebell Railway.

Southern унаследовала множество деревянных пассажирских вагонов разнородного вида. Однако компания стремилась к стандартизации, результатом чего стало появление проекта вагонов Монселла. Вагоны разрабатывались с учётом ограничений габаритов в сети компании, чтобы на маршрутах с зауженными габаритами также могли ходить поезда. Проект базировался на вагонах LSWR «Ironclad» и имел Первый и Третий класс, каждый из которых имел коридор и двери в каждое купе, увеличивая скорость посадки и высадки. Аналогичная система применялась и на электропоездах, позволяя соблюдать расписание.
Southern Railway была одной из первых компаний, компоновавших вагоны в фиксированные составы. Это облегчало обслуживание, поскольку место каждого состава можно было определить по его номеру, написанному в концах состава. Запас старых вагонов хранился для пикового пользования в летние выходные дни, чтобы оперативно заменять сломавшиеся поезда.

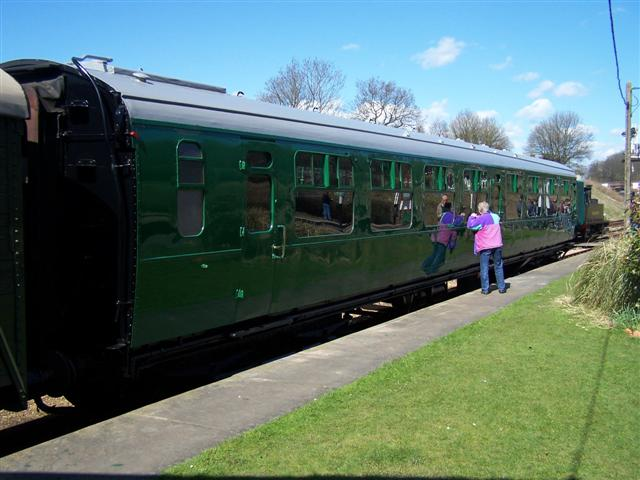
Вагон Буллида Open Second на Bluebell Railway.

Вторая фаза строительства пассажирских вагонов началась ближе к концу существования компании. Буллид имел огромный опыт в проектировании вагонов ещё со времён работы в LNER, который он применил в строительстве новых, высоко оценённых вагонов. Одним из необычных проектов был «Вагон-Таверна», которые должны были повторять обычную деревенскую таверну с барной стойкой и столиками внутри вагона. Снаружи вагоны были окрашены в новом стиле Тюдоров и получали названия, аналогичные дававшимся обычным жилым домам. Однако плохая вентиляция через маленькие окна сделала эти вагоны непопулярными среди пассажиров, из-за чего некоторые из них были переделаны в стандартные вагоны в 1950-х.
Южная железная дорога была единственной из Большой Четвёрки, не имевшей спальных вагонов, за исключением прибывавших с континента с поездом Night Ferry. Это было связано с тем, что на коротких маршрутах компании такие вагоны просто не имели смысла. Southern Railway активно переделывала старые вагоны для электропоездов, более дешёвая альтернатива строительству с нуля. Буллид стал автором необычной на тот момент идеи по борьбе со сверхзаполненностью пригородных поездов, спроектировав SR Class 4DD, первый в Великобритании двухэтажный вагон, однако первые такие вагоны были выпущены лишь в 1949 году. Было построено два состава по 4 вагона в каждом, которые использовались вплоть до 1970-х. Больше такие поезда не производились в силу стеснённости внутри, обусловленных ограничениями по габаритам.

### Грузовые вагоны
На протяжении всего существования компании, грузовые вагоны красились в тёмно-коричневый цвет. Большинство вагонов были четырёх-колёсными с белыми буквами «SR», хотя также использовались шести-колёсные молоковозы. Поскольку железная дорога в первую очередь ориентировалась на пассажиров, инвестиции в грузовые вагоны были небольшими и в основном в универсальные, которые можно было использовать и для груза, и для багажа. Такие вагоны часто использовались на паромных поездах. Максимально Southern Railway владела 37 500 вагонами, небольшая цифра, по сравнению с 500 000 вагонами, закупленными государством для угольных шахт во время Второй мировой войны.

## Влияние на культуру
Southern Railway была особенно успешна в рекламе. Снижение важности линии до Портсмута через Хоршем в Западном Сассексе было встречено населением враждебно, приведя к катастрофе в отношении к компании. Это стало причиной появления первого современного отдела по отношениям с общественностью в 1925 году. Положительное мнение о компании успешно развивалось вплоть до Второй мировой войны, основываясь на кампании «Лучшая в мире пригородная электричка».

### Туризм
Положительное впечатление развития компании формировался также за счёт рекламирования мест отдыха на юге юго-западе страны. «Солнечный Южный Сэм» стал символом компании, а слоган «Live in Kent and be content» (Живи в Кенте и будь спокоен) стимулировали людей переезжать из загруженного Лондона в прилегающие графства и пользоваться надёжными поездами компании. Реклама также продвигала океанские рейсы из терминалов в Саутгемптоне и Дувре, таким образом популяризируя маршруты из Лондона.

### Наследие
Раскраска Southern Railway сохранилась на нескольких исторических железных дорогах на юге Англии, например на Bluebell Railway и Паровой железной дороге острова Уайт. Из других заметных воспоминаний можно выделить сохранившийся завод в Истли и все вокзалы в Лондоне, включая Ватерлоо (крупнейший вокзал города) и Лондон Бридж (старейший вокзал Лондона). Существует также несколько обществ, посвящённых Southern Railway, среди которых Southern Railways Group и Southern Electric Group. Оба общества помогают поддерживать интерес к истории компании и делают регулярную рассылку по этой тематике.